# Ultimátum

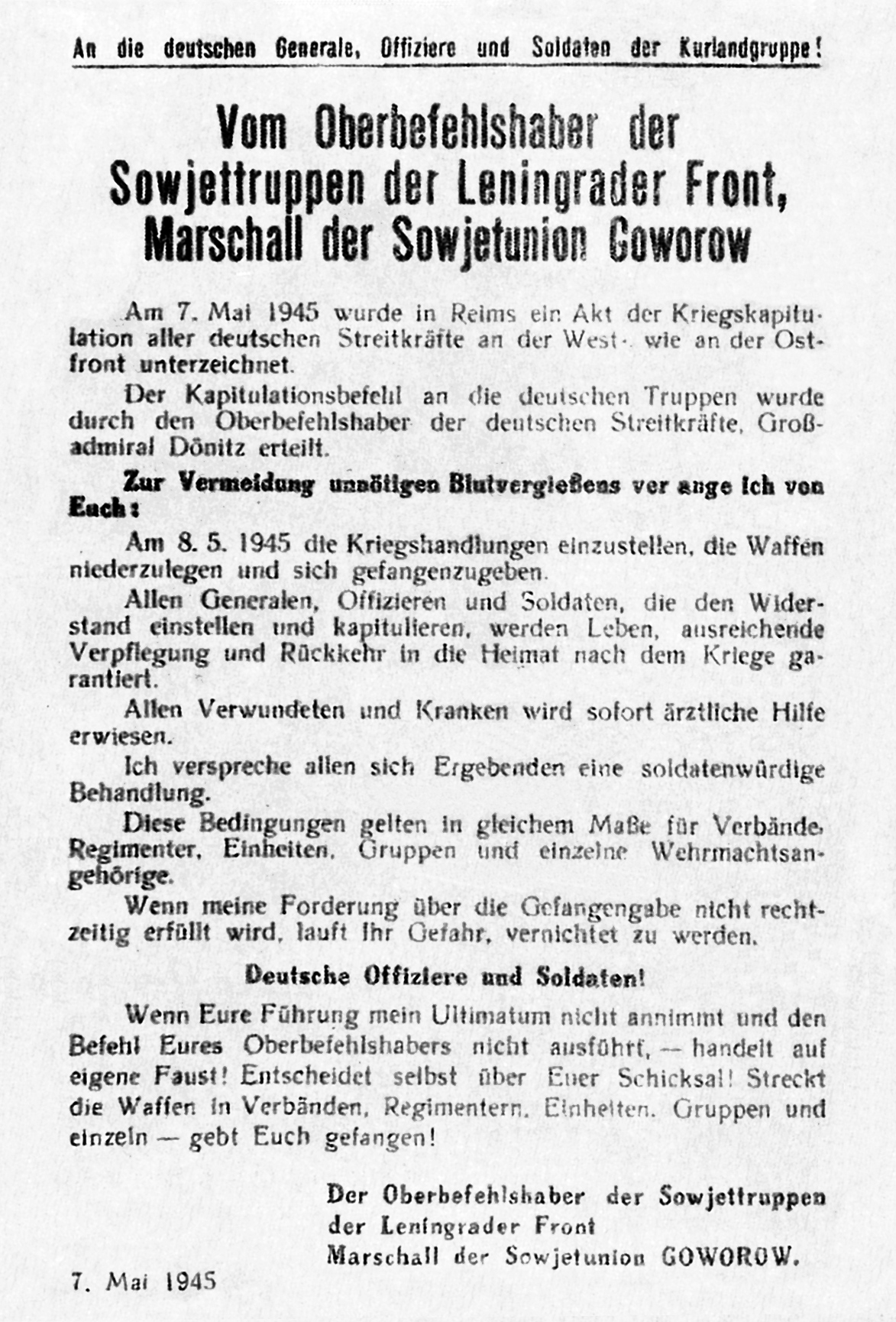
Ultimátum soviético al Grupo de Ejército Kurland (en alemán).

Un ultimátum (en latín, llegando a su fin) es una resolución definitiva que establece un periodo específico para que se cumplan unas exigencias determinadas y que viene respaldada por una advertencia que será cumplida en caso de que las exigencias no se satisfagan.
Un ultimátum es generalmente la demanda final de una serie de peticiones. Como tal, el tiempo asignado suele ser poco, y se sobreentiende que no se abrirá ninguna negociación posterior.
La amenaza que respalde el ultimátum puede variar dependiendo de la demanda en cuestión y de otras circunstancias. Las siguientes se pueden encontrar comúnmente:
- en diplomacia, la amenaza es para declarar la guerra, para llevar a cabo otras acciones militares o para imponer sanciones tales como restricciones comerciales, embargos o bloqueos navales.
- en un secuestro, la amenaza es de los secuestradores para asesinar a los rehenes, o por las autoridades para detener a los secuestradores por la fuerza.

En la vida diaria, los ultimátums son a veces hechos también en varios contextos, como por ejemplo en:
- un procedimiento legal (v.g. la exigencia de aceptar una sentencia acordada de conformidad, entre la defensa y la acusación con respecto a los cargos, o hacer frente a un juicio)
- una relación de negocios (v.g. la exigencia de aceptar determinando, precio o renunciar a la transacción)
- una relación personal (v.g. la exigencia de que se abandone una aventura extramatrimonial o enfrentarse a un divorcio).

Los ultimátums pueden ser o no legales y/o aceptables socialmente. Son también una parte frecuente del delito conocido como extorsión.